# Филине Велятуро
Филѝне Веляту̀ро (на италиански: Figline Vegliaturo) е село и община в Южна Италия, провинция Козенца, регион Калабрия. Разположено е на 705 m надморска височина. Населението на общината е 1117 души (към 2011 г.).